# Sinochelifer kwantungensis
Sinochelifer kwantungensis är en spindeldjursart som beskrevs av Beier 1967. Sinochelifer kwantungensis ingår i släktet Sinochelifer och familjen tvåögonklokrypare. Inga underarter finns listade i Catalogue of Life.